# Eberhardtia
Eberhardtia là một chi thực vật trong họ Sapotaceae, được Paul Henri Lecomte mô tả năm 1920.
Eberhardtia là bản địa Lào, Việt Nam và miền nam Trung Quốc.
Tên chi đặt để vinh danh người thu thập mẫu loài Herbier Eberhardt (trong đó có loài điển hình Eberhardtia tonkinensis).

## Phân loại
Eberhardtia có vị trí không chắc chắn, có thể xếp trong Sarcospermatoideae hoặc Sapotoideae, tùy theo từng tác giả. Một số nghiên cứu gần đây lại ghi nhận Eberhardtia như là nhóm chị-em với phần còn lại của họ Sapotaceae.

## Mô tả
Cây gỗ thường xanh. Lá mọc so le; lá kèm sớm rụng để lại những vết sẹo rõ rệt. Hoa ở nách lá, mọc thành chùm, có lông măng màu gỉ sắt. Lá đài (2-) 4 hoặc 5 (hoặc 6), xếp lợp. Tràng hoa hình ống, mẫu 5; các thùy thẳng, dày, mỗi thùy có 2 phần phụ dạng màng ở lưng. Nhị sinh sản 5, mọc đối với các thuỳ tràng hoa; nhị lép 5, so le với cánh hoa, dày, dài hơn nhị sinh sản, bao phấn lép hình mũi tên, mép có răng cưa không đều. Bầu nhụy 5 ngăn. Vòi nhụy ngắn. Quả dạng quả hạch, với phần sót lại của vòi nhụy ở đỉnh, hình phỏng cầu, nhẵn nhụi hoặc có lông măng, 1-5 hạt. Sẹo hạt thuôn dài; nội nhũ nhiều dầu. Hạt của tất cả các loài đều chứa nhiều dầu.

## Các loài
Ba loài lấy theo Kew World Checklist of Selected Plant Families, Plants of the World Online.
- Eberhardtia aurata (Pierre ex Dubard) Lecomte, 1930 - Trung Quốc (Quảng Đông, Quảng Tây, Vân Nam), Việt Nam. Mắc niễng vàng, cồng sữa vàng, ba ra vàng, bà ra vàng.
- Eberhardtia krempfii Lecomte, 1920 - Việt Nam, Lào. Ba na Krempf, mắc niễng, cồng sữa Khánh Hòa, bà na lớn, bà ra Krempf.
- Eberhardtia tonkinensis Lecomte, 1920 - Trung Quốc (đông nam Vân Nam), Lào, Việt Nam. Cồng sữa Bắc Bộ, mắc niễng, bà na Bắc Bộ, bà ra Bắc Bộ.